# ماریتزا مارتن
ماریتزا مارتن (اسپانیایی: Maritza Martén‎؛ زادهٔ ۱۷ اوت ۱۹۶۳) پرتاب‌گر دیسک اهل کوبا است.
وی در مسابقات کشوری و بین‌المللی در مجموع برندهٔ ۴ مدال طلا شده‌است.